# Barátságért érdemrend
A Barátságért Érdemrend (oroszul: Орден Дружбы transzliteráció: orgyen druzsbi) az Oroszországi Föderáció által alapított kitüntetés. 1994. március 2-től adományozhatja Oroszország elnöke. A Szovjetunió által korábban adományozott Népek Közötti Barátságért Érdemrend bázisán létrehozott elismerési forma.

## Elismerésről
Az érdemrend adományozható orosz és más nemzetiségű állampolgároknak kiemelkedő hozzájárulásuk elismeréséül a nemzetek közötti béke és barátság erősítése terén. A különleges teljesítményt elérők közül elsősorban a gazdasági, tudományos és sportélet területének szereplői kapják, elsődlegesen azok, akik a gyümölcsöző orosz nemzetközi kapcsolatokat gazdagítják. A mellkas bal oldalán kell viselni, és ha az elismert más orosz kitüntetéssel is rendelkezik, akkor csak az Oroszországi Föderáció Becsületrendje előzheti meg sorrendben, közvetlenül mellétűzve.

## Leírása
Az érem lakkozott arany bevonattal ezüstből készül. Ötágú csillagot formáz, melyet szerteágazó arany sugarak alkotnak. A középpontban színes részleteket is tartalmazó földgömb forma. A glóbuszt körülöleli egy lakkozott zöld olajágakból font koszorú. Az érem hátoldalán sorszám található és felirat: "Мир и дружба" ("Béke és barátság"). A csillagalak csúcsai közötti távolság 44 mm.

## Kitüntetettek
- Szijjártó Péter magyar politikus
- Törőcsik Mari magyar színésznő
- Krausz Tamás magyar történész
- Galgóczy Árpád műfordító
- Aján Tamás sportvezető
- Katona Gyula matematikus
- Rab Zsuzsa költő
- James W. Symington az amerikai törvényhozás korábbi tagja, jelenleg ügyvéd
- Buvajsar Hamidovics Szajtyev birkózó, olimpiai bajnok
- Valerij Georgijevics Gazzajev labdarúgóedző
- Richard Pierce történész (orosz-amerikai tanulmányok)
- Viktor Petrov ukrán író
- Riccardo Muti olasz karmester
- Vjacseszlav Alekszandrovics Fetyiszov jégkorongozó, Oroszország sportminisztere
- Berel Lazar Oroszország vezető rabbija
- Ahmad Kadirov Csecsenföld elnöke
- Dimítrisz Sziúfasz görög politikus
- Oscar Niemeyer brazil építész
- Yuli Qusman orosz-azerbajdzsáni filmrendező
- Ikeda Daiszaku japán filozófus
- George Blake kettős ügynök
- Maurice Druon francia író
- Michael Windsor brit herceg
- Szergej Vaszilijevics Kivalov jogász és ukrán politikus
- Igor Vlagyimirovics Akinfejev orosz válogatott labdarúgó
- Jevgenyij Valerjevics Aldonyin orosz válogatott labdarúgó
- Gabriele Albertini olasz politikus, EU képviselő
- Sellapan Ramanathan Szingapúr elnöke
- Igor Vlagyimirovics Kvasa orosz színész

## Fordítás
- Ez a szócikk részben vagy egészben  az    Order of Friendship című angol Wikipédia-szócikk ezen változatának fordításán alapul.  Az eredeti cikk szerkesztőit annak laptörténete sorolja fel. Ez a jelzés csupán a megfogalmazás eredetét és a szerzői jogokat jelzi, nem szolgál a cikkben szereplő információk forrásmegjelöléseként.